# Grań (wieś)
Grań (biał. Грань, Hrań; ros. Грань, Grań) – wieś na Białorusi, w obwodzie mińskim, w rejonie stołpeckim, w sielsowiecie Rubieżewicze.

## Historia
W dwudziestoleciu międzywojennym folwark leżący w Polsce, w województwie nowogródzkim, w powiecie stołpeckim, w gminie Rubieżewicze. W 1921 miejscowość liczyła 55 mieszkańców, zamieszkałych w 9 budynkach, w tym 42 Polaków i 13 Żydów. 37 mieszkańców było wyznania rzymskokatolickiego, 13 mojżeszowego i 5 prawosławnego. 
Po II wojnie światowej w granicach Związku Sowieckiego. Od 1991 w niepodległej Białorusi.